# Hugo Guillamón
Hugo Guillamón Sanmartín (født d. 31. januar 2000) er en spansk professionel fodboldspiller, som spiller for La Liga-klubben Valencia og Spaniens landshold.

## Klubkarriere

### Valencia
Guillamón kom igennem ungdomsakademiet hos Valencia, og debuterede for førsteholdet i februar 2020.

## Landsholdskarriere

### Ungdomslandshold
Guillamón har repræsenteret Spanien på flere ungdomsniveauer. Han var del af Spaniens trupper som vandt U/17-EM i 2017 og U/19-EM i 2019.

### Seniorlandshold
Guillamón debuterede for Spaniens landshold den 8. juni 2021.

## Titler
Spanien U/17
- U/17-Europamesterskabet: 1 (2017)

Spanien U/19
- U/19-Europamesterskabet: 1 (2019)